# Kaashidhoo
Kaashidhoo (sanskrit: Kardiva) är den enda ön i en atoll med samma namn i Maldiverna. Den ligger i den norra delen av landet, 85 km norr om huvudstaden Malé. Den tillhör den administrativa atollen Kaafu. På ön finns lämningar av buddhistiska tempel, Kuruhinna Tharaagandu. De har daterats till 600- eller 700-talet.